# Scotophilus
Genre
Scotophilus est un genre de chauves-souris de la famille des Vespertilionidae.

## Quelques critères
Le genre comprend essentiellement des chauves-souris trapues à tête aplatie et long tragus (auriculaire) effilé. Elles possèdent des glandes enflées aux coins de la bouche. Leur coloration est variable, du vert olive et jaune, au brun foncé et blanc cassé (surtout pour les zones ventrales).

## Liste des espèces
- Scotophilus borbonicus - Chauve-souris des Hauts
- Scotophilus celebensis
- Scotophilus dinganii
- Scotophilus heathi
- Scotophilus kuhlii
- Scotophilus leucogaster - Chauve-souris jaune à ventre blanc
- Scotophilus nigrita
- Scotophilus nux
- Scotophilus robustus
- Scotophilus viridis